# Wandel-Hallen
Die Wandel-Hallen sind ein Kultur- und Museumskomplex in Reutlingen, der in den historischen Gebäuden der ehemaligen Metalltuch- und Maschinenfabrik Firma Wandel untergebracht ist. Das Gelände liegt in unmittelbarer Nähe zum Reutlinger Hauptbahnhof an der Eberhardstraße und beherbergt das Kunstmuseum Reutlingen  | konkret und den Kunstverein Reutlingen im Hauptgebäude sowie das Industriemagazin in den alten angrenzenden Montagehallen.

## Geschichte

### Gründung der Fabrik
Die Ursprünge der Wandel-Hallen gehen auf die im Jahr 1869 gegründete Metalltuch- und Maschinenfabrik Christian Wandel zurück. Christian Wandel (1821–1887), Sohn eines Reutlinger Siebmachers, war bereits zuvor als Unternehmer in der Metalltuchherstellung tätig. Die Firma spezialisierte sich auf Drahtgewebe und entwickelte Patente wie den sogenannten „Drehknotenfänger“ für die Papierindustrie. 1882 ließ er ein neues Fabrikgebäude an der Kreuzung von Eisenbahntrasse und Echaz errichten, das durch die typische Bauweise einer Shedhalle geprägt war.
Nach Christian Wandels Tod übernahmen seine Söhne den Betrieb, der über ein Jahrhundert lang an diesem Standort fortgeführt wurde.

### Architektur und Erweiterungen
Die ursprüngliche Anlage wurde um 1910 durch einen repräsentativen Etagenbau erweitert. Der Entwurf stammte vom Industriearchitekten Philipp Jakob Manz (1861–1936). Während des Zweiten Weltkriegs wurden große Teile der Fabrik durch Bombenangriffe beschädigt oder zerstört. In der Nachkriegszeit erfolgte der Wiederaufbau im gleichen Grundriss, das äußere Erscheinungsbild wurde jedoch gradliniger und gleichförmiger umgesetzt, erneut unter Leitung des Architekturbüros Manz.

### Niedergang der Industrie und Umnutzung
In der zweiten Hälfte des 20. Jahrhunderts wuchs die Nachfrage, sodass die Produktion schrittweise nach Öschingen in größere Räumlichkeiten verlagert wurde. 1995 musste das Unternehmen nach ausbleibenden Erfolgen Insolvenz anmelden.
Bereits 1987 wurde das Firmengelände im Rahmen eines Pilotprojekts zur kulturellen Nutzung an die Stadt Reutlingen verkauft. An der Initiative waren neben der Familie Wandel auch das Land Baden-Württemberg beteiligt.

## Kulturelle Nutzung

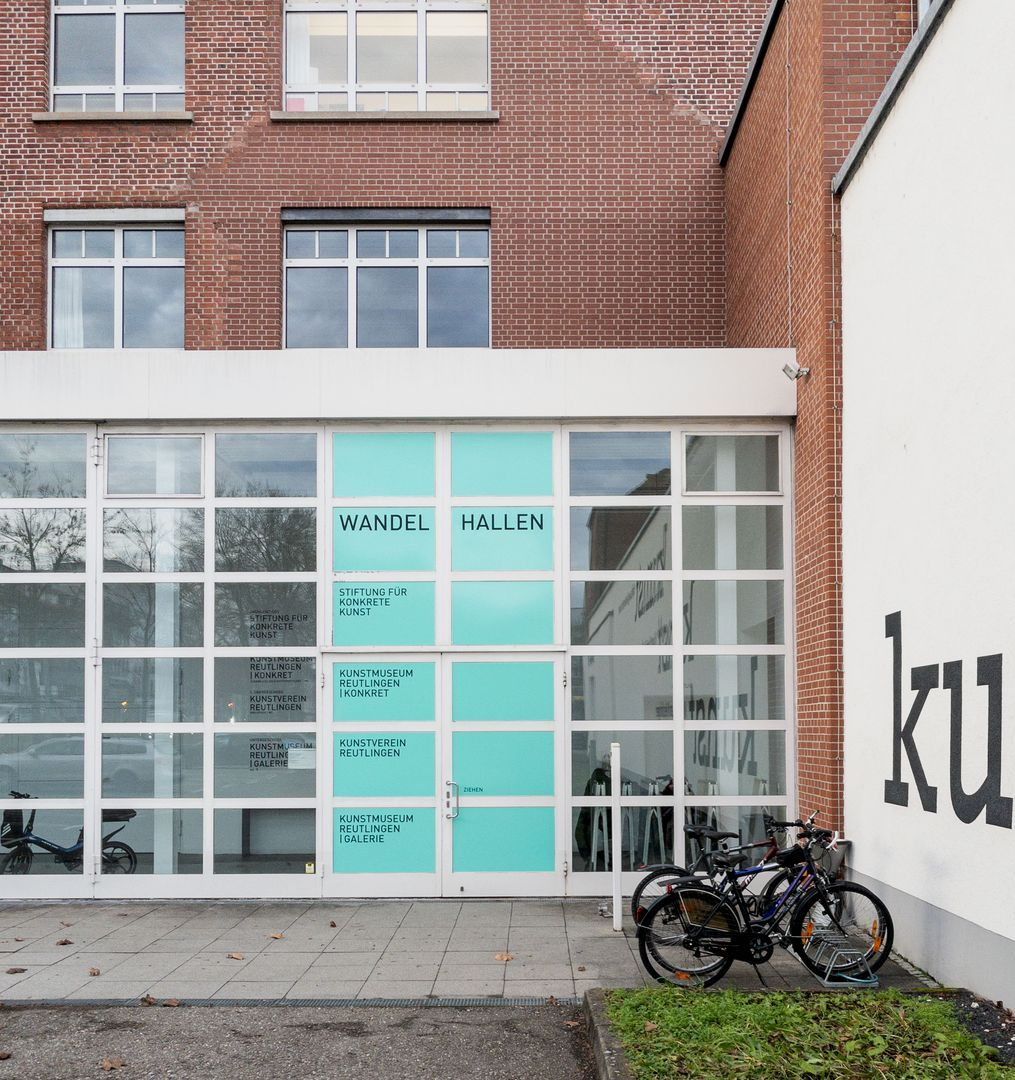
Eingangsbereich der Wandel-Hallen

Seit Ende der 1980er Jahre entwickelte sich das Gelände zu einem bedeutenden Kunst- und Kulturstandort. Die 1987 von den Brüdern Manfred und Albrecht Wandel gegründete Stiftung für konkrete Kunst nahm 1989 ihre Tätigkeit in dem ehemaligen Fabrikgebäude auf. In den folgenden Jahren kamen weitere Institutionen hinzu, darunter:
- Kunstmuseum Reutlingen | konkret und | Galerie
- Kunstverein Reutlingen
- das Industriemagazin

2018 erhielt der Gebäudekomplex offiziell den Namen Wandel-Hallen, in Anlehnung an die industrielle Vergangenheit und als Ausdruck der neuen kulturellen Identität des Areals.

## Kunst am Bau
Seit Frühjahr 2021 ist hoch oben an der Fassade die Installation von – bis – hier von Nikolaus Koliusis angebracht. Zwei blaue, rechteckige Elemente aus Aluminium und Plexiglas (jeweils 1,25 m × 2,50 m) ragen rechtwinklig an der Gebäudekante installiert in den Stadtraum hinein. Nachts leuchtet die Installation.

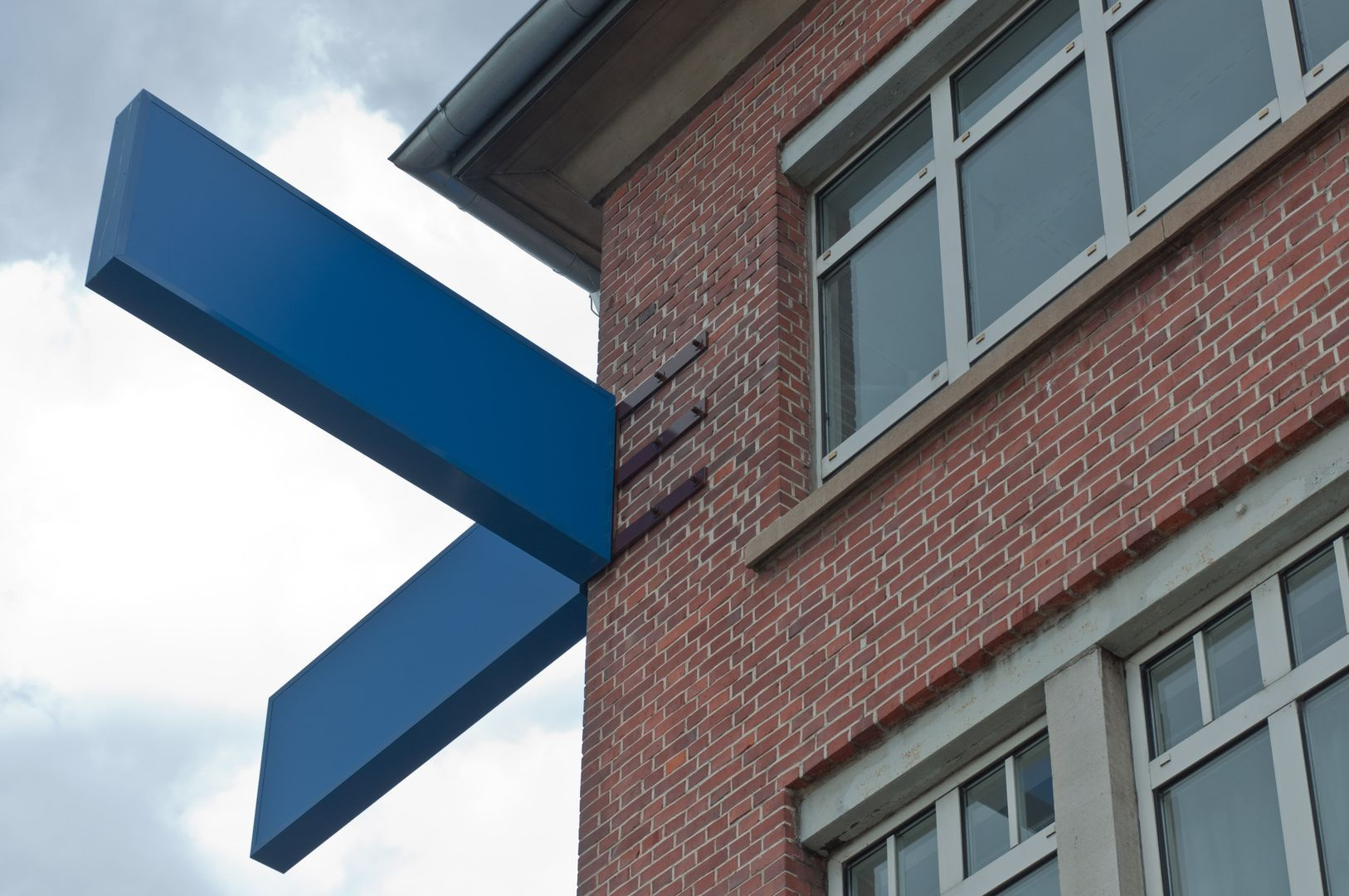
von – bis – hier von Nikolaus Koliusis, 2021, bei Tag, an der Fassade der Wandel-Hallen in Reutlingen
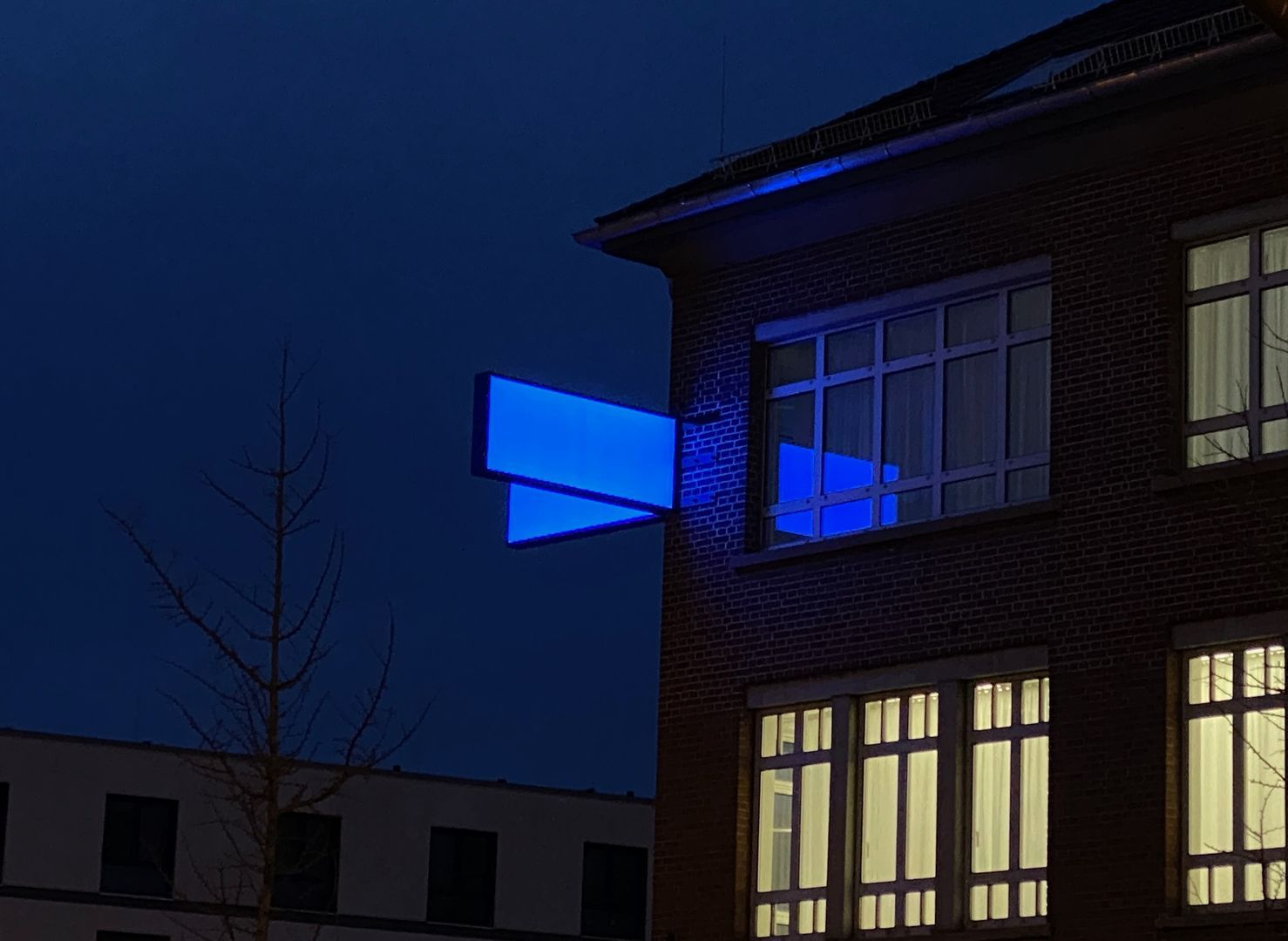
von – bis – hier von Nikolaus Koliusis, 2021, bei Nacht, an der Fassade der Wandel-Hallen in Reutlingen

## Bedeutung
Die Wandel-Hallen gelten heute als signifikantes Beispiel für die gelungene Umnutzung industrieller Bauten für kulturelle Zwecke. Der Komplex vereint historische Architektur mit zeitgenössischer Kunst und zählt zu den wichtigsten Kulturstandorten in Reutlingen und der Region Neckar-Alb.